# Mascagnia seleriana
Mascagnia seleriana là một loài thực vật có hoa trong họ Malpighiaceae. Loài này được Loes. mô tả khoa học đầu tiên năm 1894.